# Tian provençal

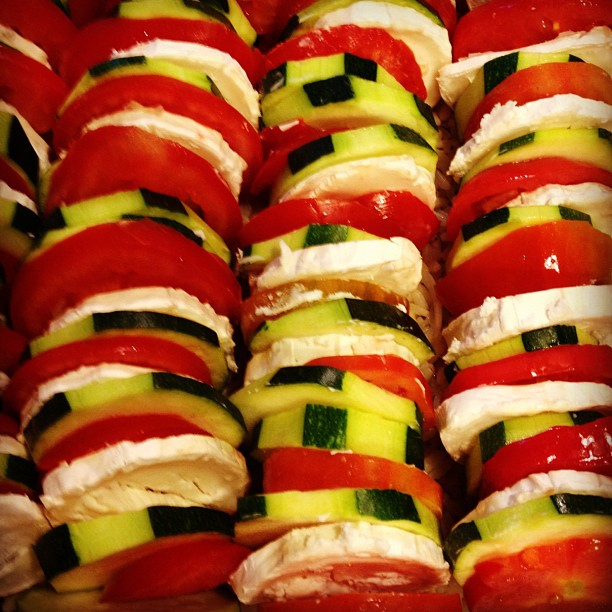
Tian aus Zucchini, Tomaten und Ziegenkäse auf Reis.

Ein Tian (altgriechisch τήγανον têganon, deutsch ‚„Pfanne“, „Schüssel“, „Terrine“, „Tajine“‘) bezeichnet ein breites und flaches Koch- und Serviergeschirr aus glasiertem Terrakotta aus der traditionellen provenzalischen Küche.
Genauso wie für die Form steht Tian auch für den Inhalt: eine traditionelle kulinarische Spezialität comtadiner Herkunft, die in der Küche des Comtat Venaissin, der provenzalischen Küche, der okzitanischen Küche, der Küche von Nizza und ganz allgemein in der mediterranen Ernährung vorkommt.
Bei diesem Gericht handelt es sich um einen gratinartigen, im Ofen gebackenen Eintopf mit allerlei Gemüse, Fleisch, Fisch, Eiern, Käse und Kräutern wie Oregano sowie Olivenöl.

## Begriffsherkunft
In Alain Reys Dictionnaire historique de la langue française heißt es, dass die Wörter tian und tajine französische Lehnwörter sind. Eines aus dem Altprovenzalischen, das andere aus dem Berberischen, die aus dem altgriechischen têganon (Bratpfanne, Tonschale, einem technischen Wort ohne bekannte Etymologie) hervorgegangen sind.
Paul Peyre, ein provenzalischer Linguist und Etymologe, betont die gemeinsame Wurzel von tian, einem Wort provenzalischen Ursprungs, mit tajine, einem Wort berberischen Ursprungs, das ebenfalls die Schüssel und das Gericht bezeichnet. Die beiden teilen sich die Konsonantenfolge t / i-j / n, die auf beiden Seiten des Mittelmeers üblich ist.

## Geschichte
Ähnlich wie Gratins, Tajines in der nordafrikanischen Küche und Baeckeoffe in der elsässischen Küche wird dieses Rezept ursprünglich aus im Ofen langsam gegartem Gemüse hergestellt. Im Mittelalter wurde das Gericht im „four banal“, später im Gemeindeofen und bis Mitte des 20. Jahrhunderts im Brotofen der landwirtschaftlichen Höfe und Bäckereien gebacken. Während des 18. Jahrhunderts galt das Gericht als beliebtes, mageres Ragout.
Ähnlich wie Gratins, Tajines in der nordafrikanischen Küche und Baeckeoffe in der elsässischen Küche wird dieses kulinarische Rezept, das ein langsames Garen erfordert, ursprünglich aus im Ofen gegartem Gemüse hergestellt. Im Mittelalter wurde das Gericht im Bannofen (herrschaftliches Recht), später im Gemeindeofen und bis Mitte des 20. Jahrhunderts im Brotofen der landwirtschaftlichen Höfe und Bäckereien gebacken. Jahrhunderts gilt es als beliebter magerer Eintopf.
Als Variante der Kochutensilien „Cassole“, „Daubière“ und Tajine war das Utensil ursprünglich eine flache Schüssel mit dickem Rand in Form eines Kegels, um ohne Verschütten am Tisch oder direkt auf dem Boden abgestellt werden zu können. Das Utensil diente als Schüssel für alles Mögliche: zum Waschen oder Lagern von Gemüse usw.
Die Verwendung von Terrakotta (glasiert) konnte das lange Backen im Ofen, der nach dem Brotbacken noch heiß war, aushalten.
Traditionell wird Tian gelegentlich mit Ziegenmilchkäse hergestellt, der seit den 1980er-Jahren vermehrt durch Mozzarella in dünnen Scheiben zwischen den Gemüseschichten ersetzt wird.

## Variationen
Es gibt Gemüse-Tians (verwenden u. a. Artischocken, Auberginen, Brokkoli, Gurken, Karotten, Knoblauch, Kohl, Kürbis, Pilze, Sellerie, Spargel usw.), Fisch-Tians (unter Verwendung von Sardellen oder Meerbarben), Fleisch-Tians (Lamm, Kalb, Schwein) und auch süße, mit Früchten zubereitete Tians.

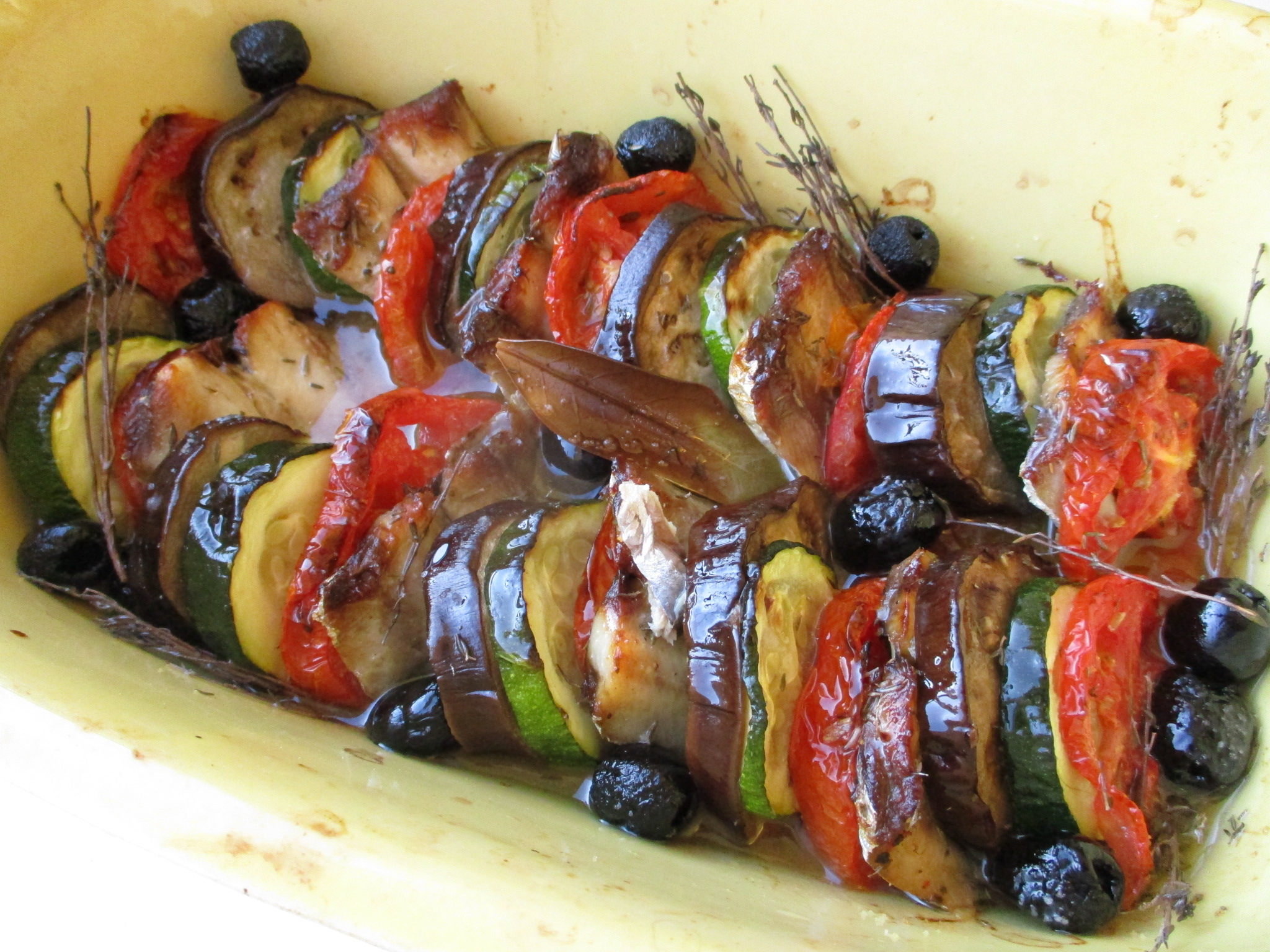
Tian mit Sardinen
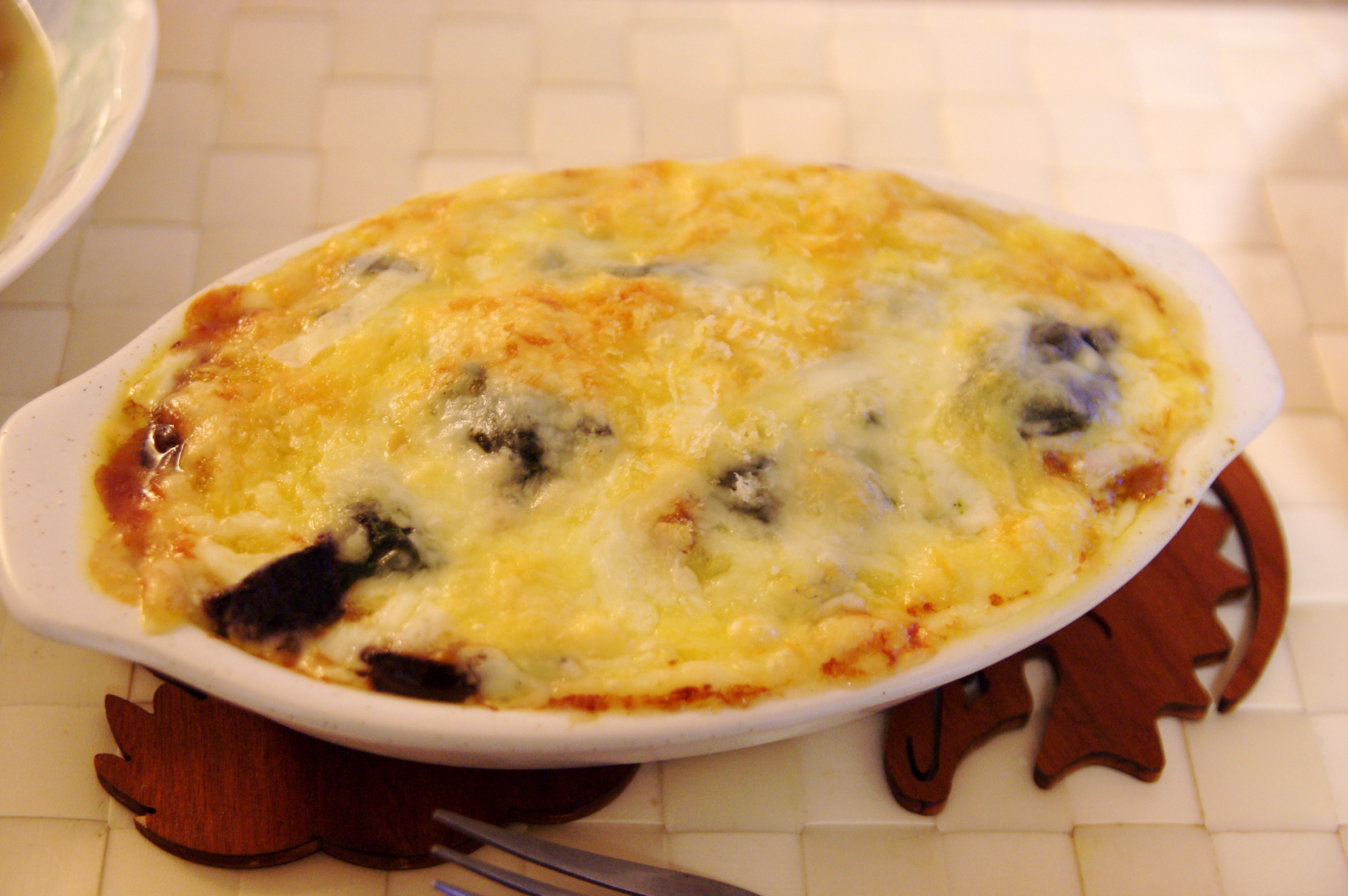
gratiniertes Auberginen-Tian, mit Käse gratiniert
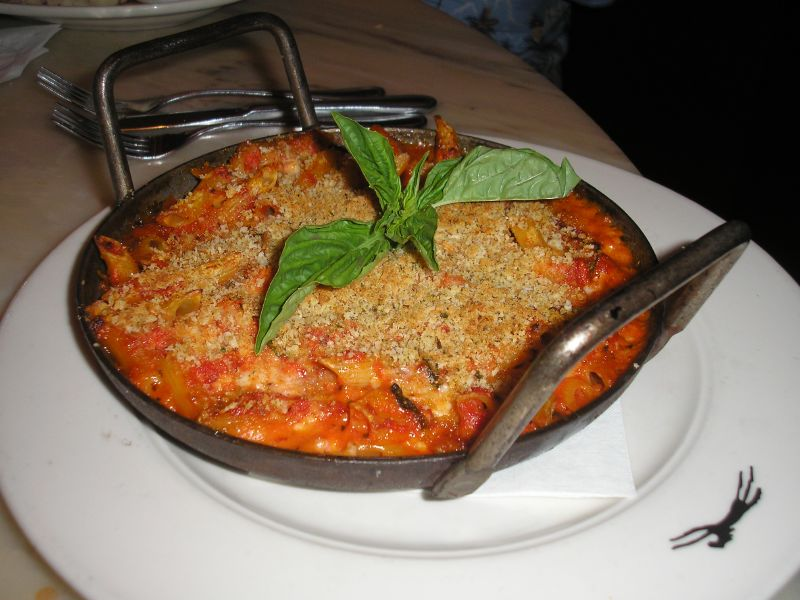
Tian mit Nudeln

### Lokale Tians
Daneben gibt es auch lokale Tian-Varianten: Bohnen-Tian aus Beaumes-de-Venise, Kürbis-Tian aus Lantosque, Spinat-Tian mit Kabeljau aus Carpentras, Gemüse-Tian aus Nizza, Zucchini-Tian aus Viens und Kartoffel-Tian aus Apt.

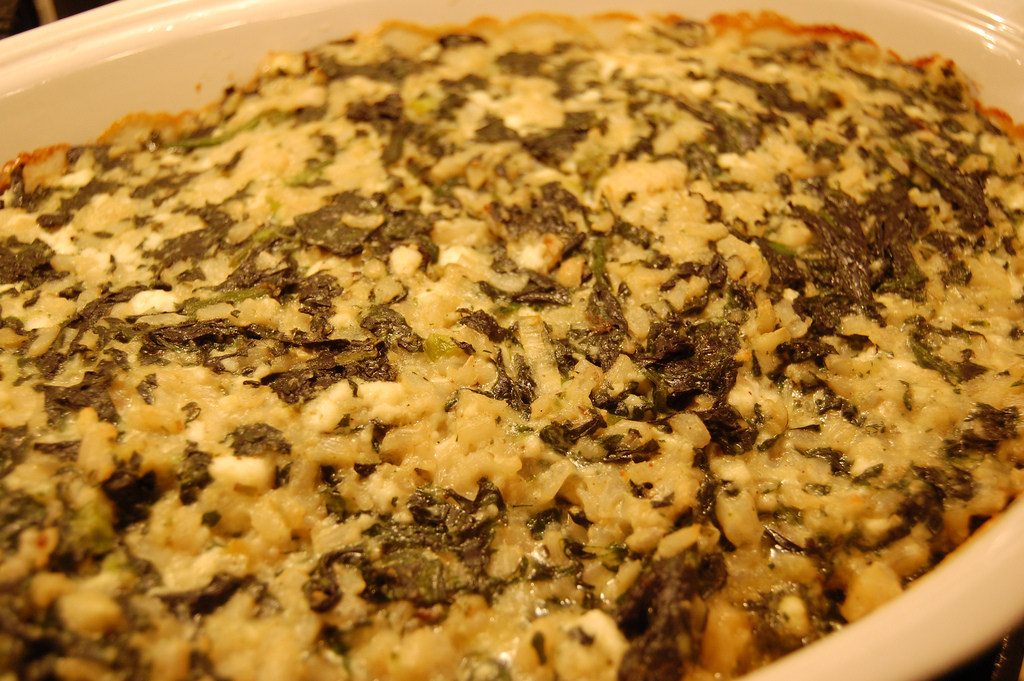
Tian aus Carpentras, mit Spinat
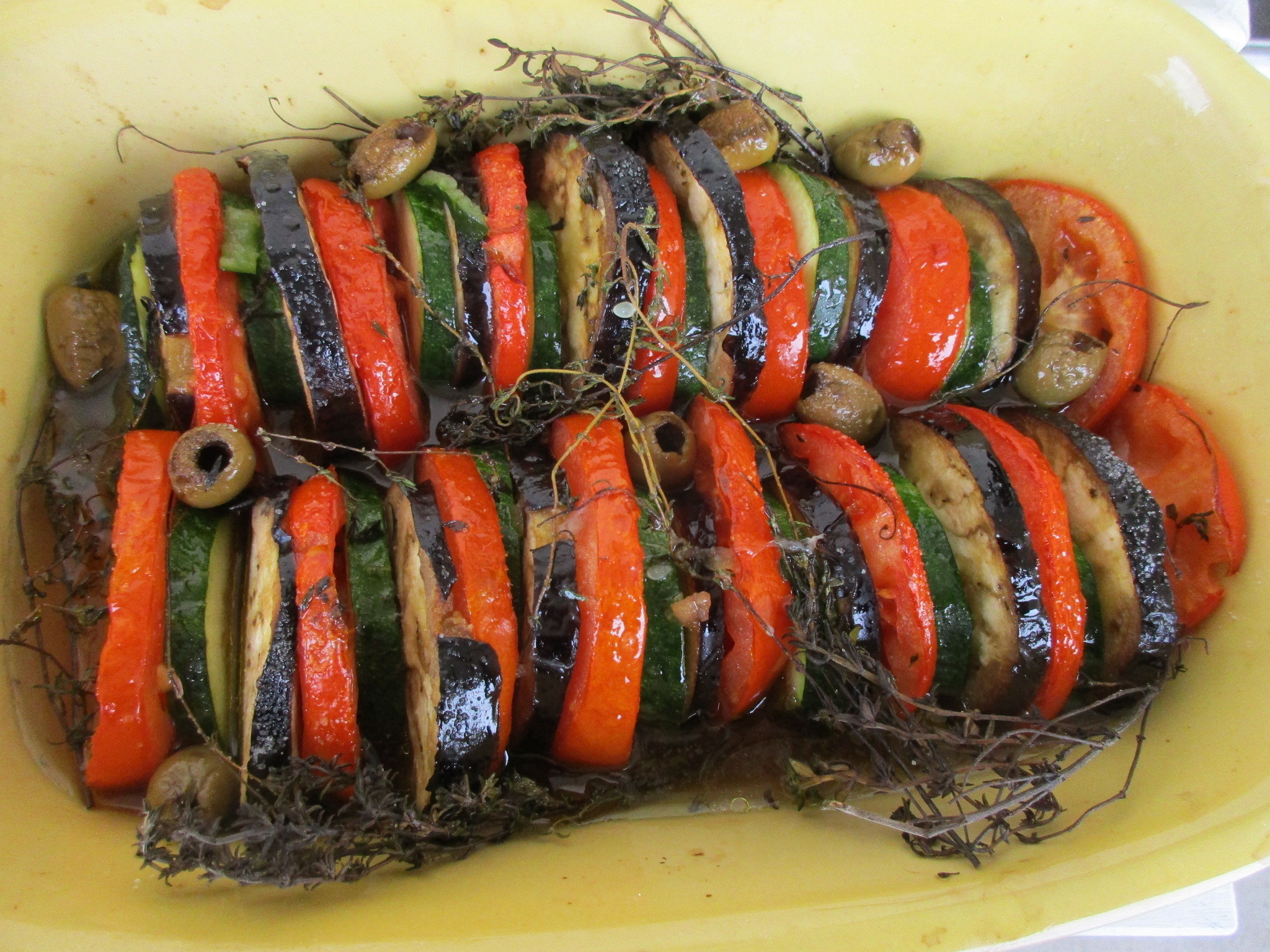
Tian aus Nizza mit Aubergine, Zucchini und Tomaten
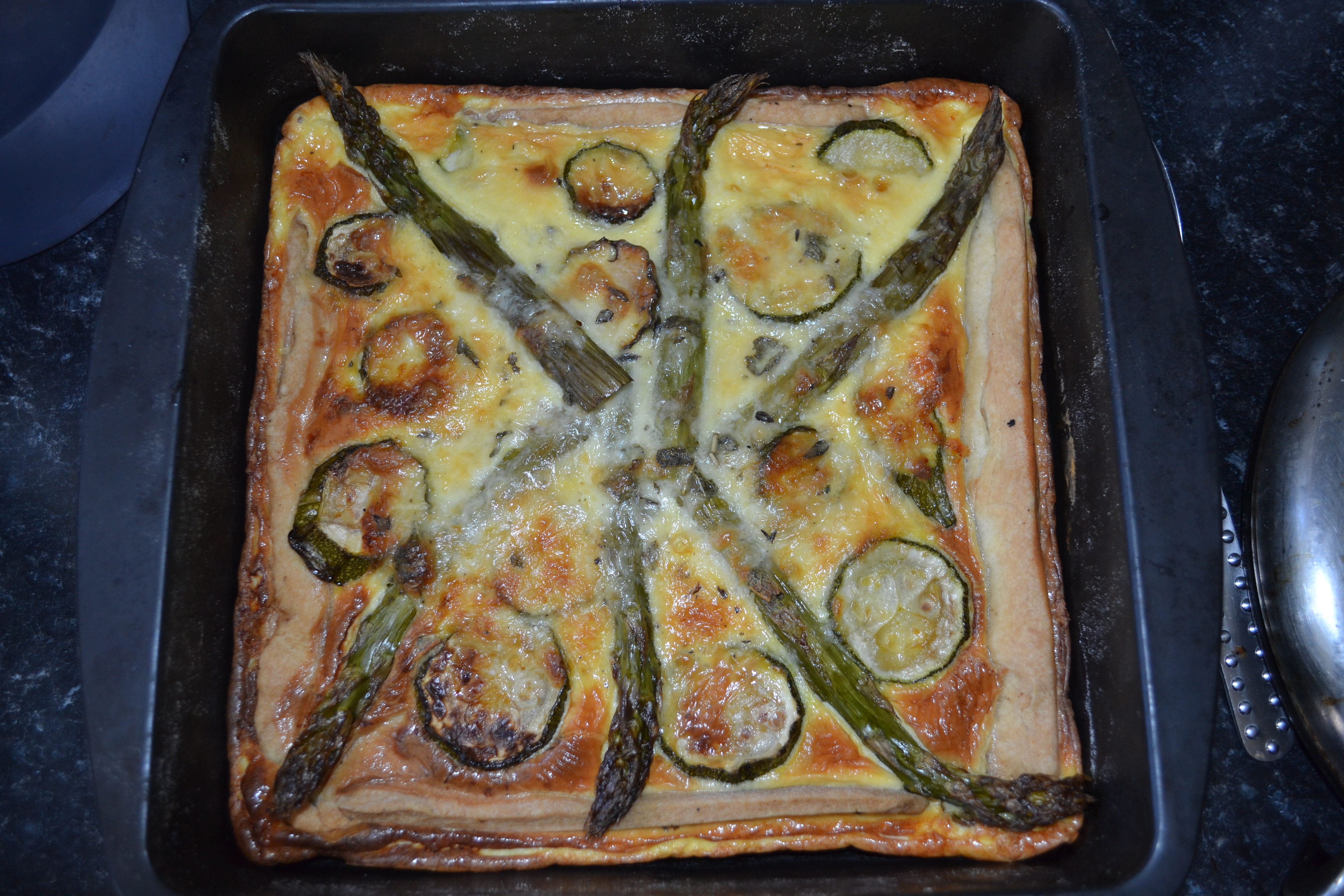
Tian aus Viens mit Spargel und Zucchini

## In der Populärkultur
In dem Spielfilm Ratatouille spielt der Tian eine wichtige dramaturgische Rolle. Das von den Ratten zubereitete Gericht aus Auberginen, Zucchini und Tomaten ist küchentechnisch kein Ratatouille, sondern ein Tian.

### Französischsprachige Literatur
- Benoît Fernand: Provence et le comtat venaissin. Aubanel, Avignon 1975, ISBN 2-7006-0061-4 (französisch).
- Andrée Maureau: Tians et petits farcis (= Voyages gourmands). EDISUD, Aix-en-Provence 1998, ISBN 978-2-85744-989-8, S. 11 (französisch).
- Jacques Marseille: Dictionnaire de la Provence et de la Côte d'Azur (= Pays et Terres de France). Larousse, Paris 2002, ISBN 978-2-03-575105-8, S. 772 (französisch).
- Guy Gedda: Le grand livre de la cuisine provençale: 365 recettes ensoleillées. Michel Lafon, 1997, ISBN 978-2-84098-278-4 (französisch).
- Guy Gedda, Marie-Pierre Moine: Petites leçons de cuisine en Provence. Larousse, Paris 2008, ISBN 978-2-03-584122-3 (französisch).

### Deutschsprachige Literatur
- Tian. In: Der große Larousse Gastronomique. Das internationale Standardwerk für Küche, Kochkunst, Esskultur. Christian, München 2021, ISBN 978-3-95961-539-6, S. 867.